# Scadoxus cinnabarinus
Scadoxus cinnabarinus ist eine Pflanzenart aus der Familie der Amaryllisgewächse (Amaryllidaceae).

## Beschreibung

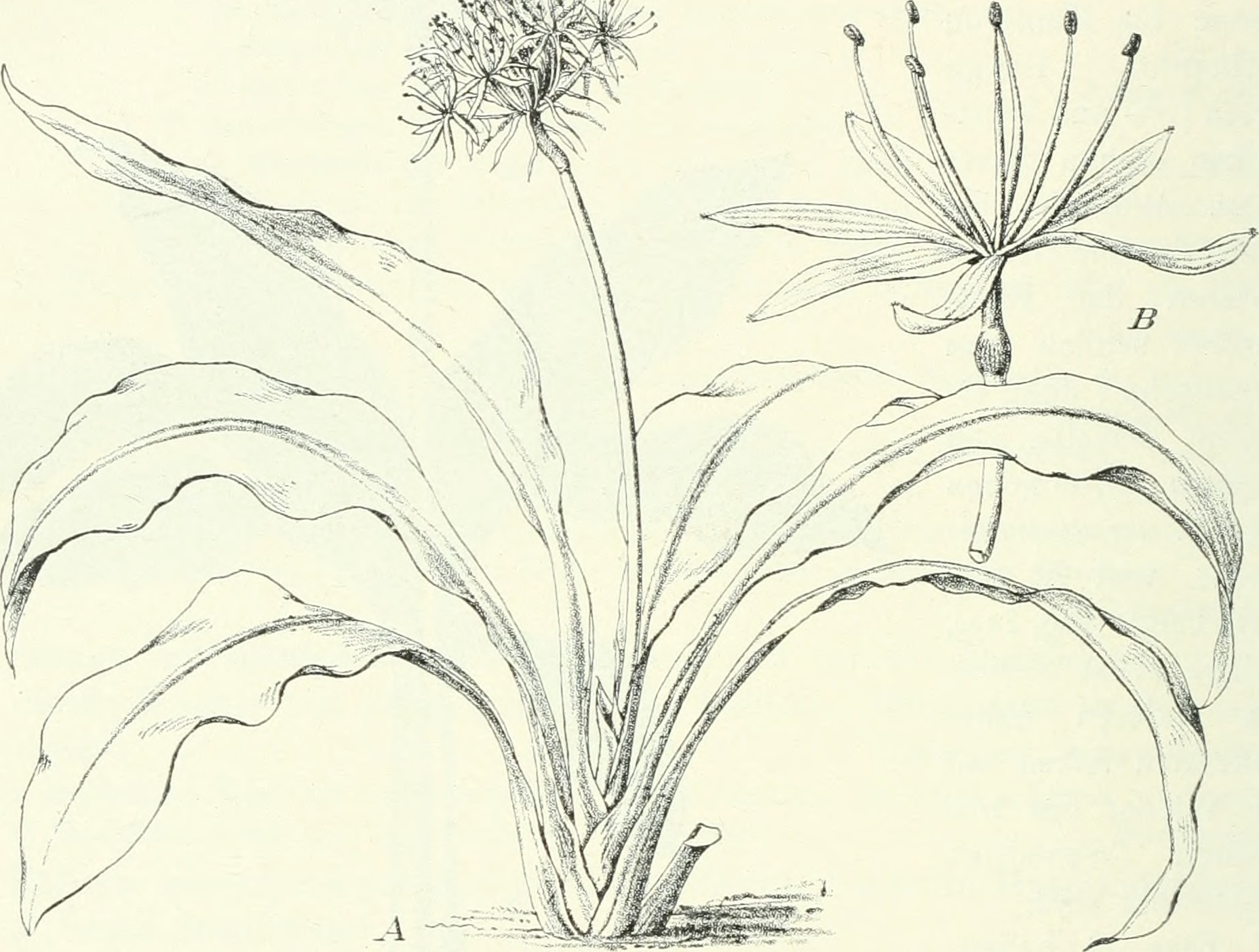
Illustration aus Die Pflanzenwelt Afrikas, insbesondere seiner tropischen Gebiete - Grundzge der Pflanzenverbreitung im Afrika und die Charakterpflanzen Afrikas, 1910

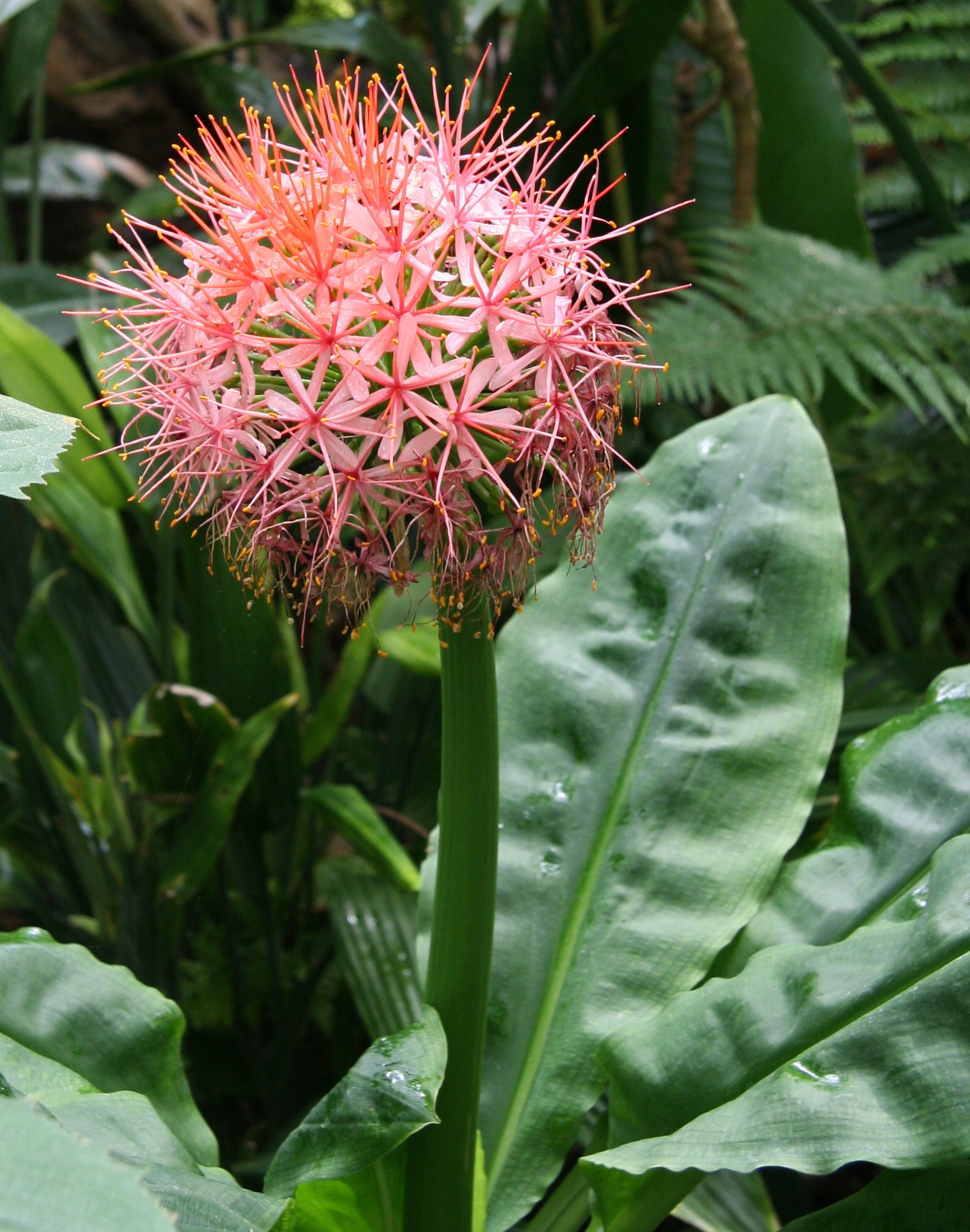
Habitus, Laubblatt und Blütenstand

### Vegetative Merkmale
Scadoxus cinnabarinus ist eine ausdauernde krautige Pflanze. Dieser Geophyt bildet große Zwiebeln als Überdauerungsorgane. Am Naturstandort ist er weitgehend immergrün, in Kultur lässt man die Pflanzen in die Zwiebeln einziehen. Die Laubblätter stehen rosettenartig an einem Pseudostamm, also etwas über der Zwiebel. Die Laubblätter sind schmal und verjüngen sich unten stielartig. 

### Generative Merkmale
Auf einem relativ kurzen, blattlosen Blütenstandsschaft befindet sich ein halbkugeliger, doldiger Blütenstand mit wenigen Hochblättern, die die Blüten umgeben. Die gestielten, zwittrigen, dreizähligen Blüten sind orangefarben. Es werden Beeren gebildet.

## Vorkommen
Scadoxus cinnabarinus ist im tropischen Afrika verbreitet. Sie gedeiht hauptsächlich in den Regenwäldern Kameruns in einem Sommerregengebiet vor. Sie benötigt eine sehr warme und feuchte Umgebung. 

## Taxonomie
Die Erstveröffentlichung erfolgte 1857 unter dem Namen (Basionym) Haemanthus cinnabarinus durch Joseph Decaisne in Journal Général d'Horticulture, Band 12, S. 27, Tafel 1195. Die Neukombination zu Scadoxus cinnabarinus (Decne.) Friis & Nordal wurde 1976 durch Ib Friis und Inger Nordal in Nordic Journal of Botany, Band 23, S. 64 veröffentlicht. Weitere Synonyme für Scadoxus cinnabarinus (Decne.) Friis & Nordal sind: Haemanthus rotularis Baker, Haemanthus angolensis Welw., Haemanthus longipes Engl., Haemanthus germarianus J.Braun & K.Schum., Haemanthus kundianus J.Braun & K.Schum., Haemanthus lindenii N.E.Br., Haemanthus brachyandrus Baker, Haemanthus cabrae De Wild. & T.Durand, Haemanthus eetveldeanus De Wild. & T.Durand, Haemanthus mirabilis L.Linden, Haemanthus congolensis De Wild., Haemanthus demeusei De Wild., Haemanthus diadema L.Linden, Haemanthus fascinator L.Linden, Haemanthus laurentii De Wild., Haemanthus lescrauwaetii De Wild. ex Gentil, Haemanthus radcliffei Rendle.

## Ethnobotanik
Pflanzenteile von Scadoxus cinnabarinus werden in einigen afrikanischen Ländern als Bestandteil eines Pfeilgifts verwendet.